# Make Poverty History

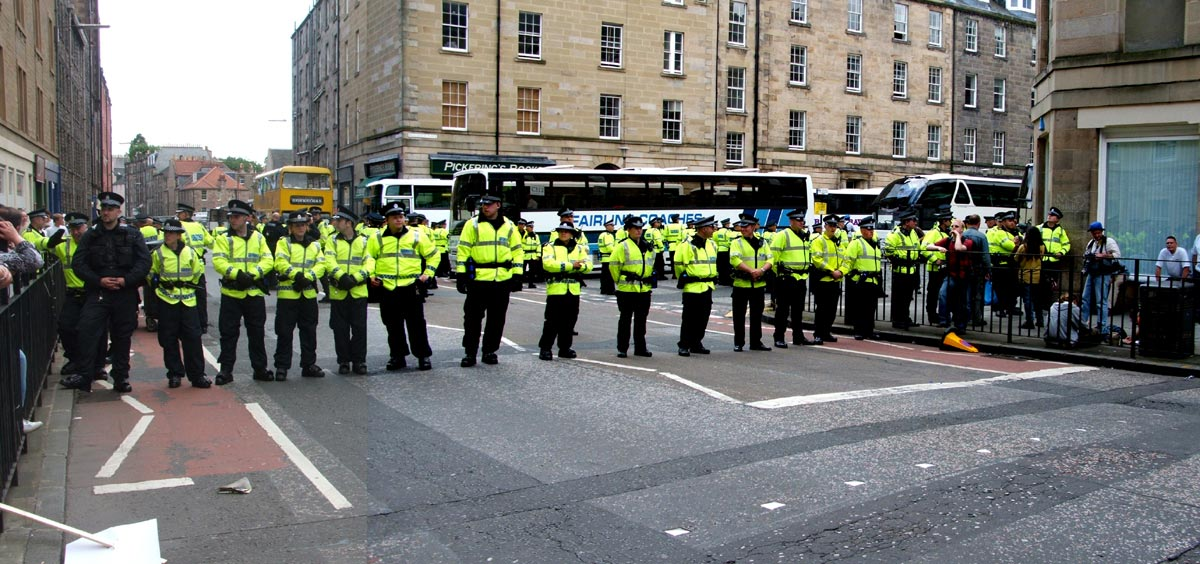
Force de police à Édimbourg en 2005.

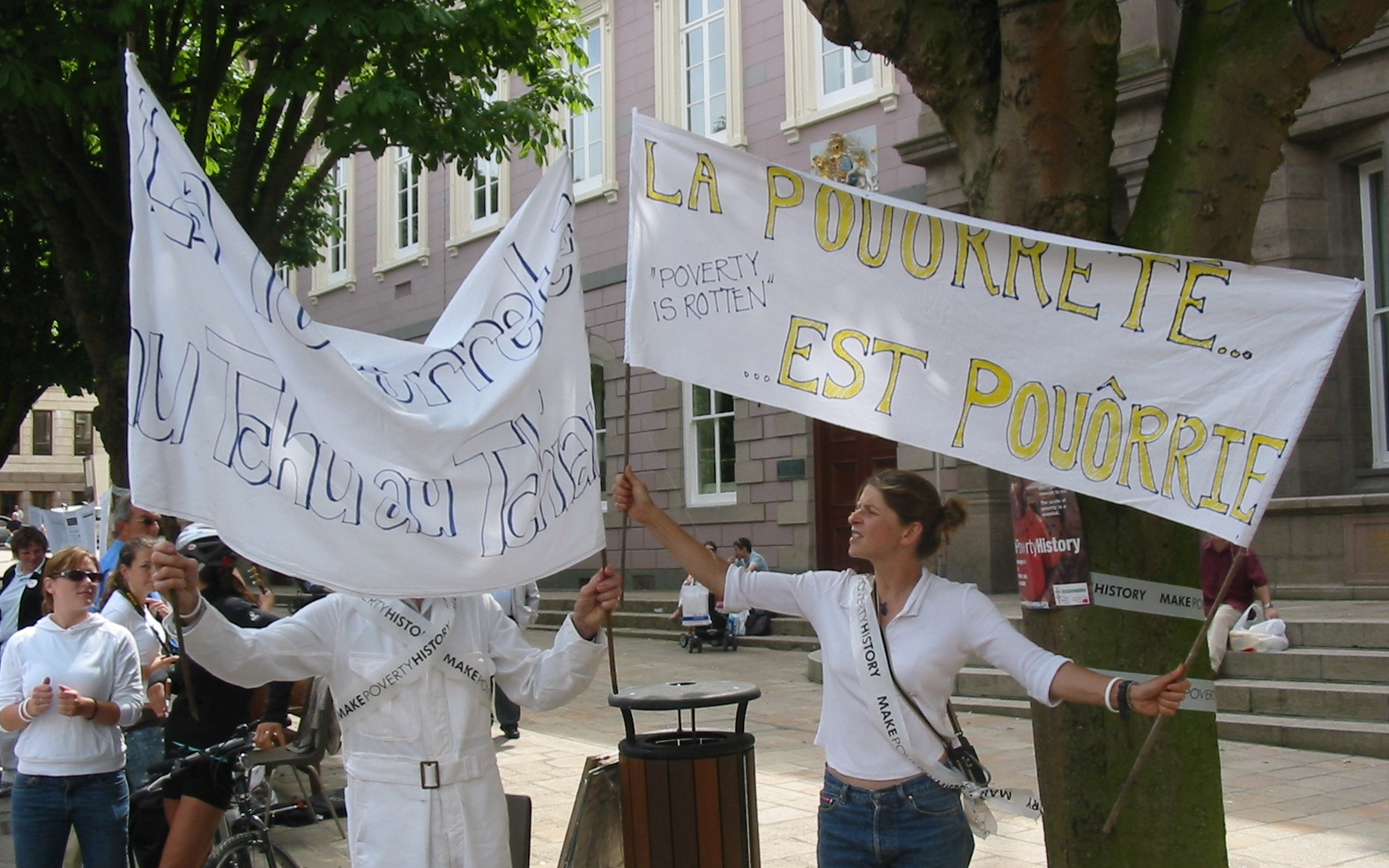
Banderoles en langue jersiaise à Saint-Hélier (Jersey) en 2005.

Make Poverty History était une coalition britannique d'organisations caritatives, religieuses, de syndicats et de célébrités créée en 2005 et visant à faire pression sur les pays riches pour sortir les pays pauvres de la pauvreté.

## Chronologie
Début février 2005, Nelson Mandela livre un discours pour la campagne Make Poverty History à Trafalgar Square à Londres. C'est un discours fait de citations historiques, dont « Tant que la Pauvreté persiste, il n'y aura pas vraiment de Liberté ». Début juillet 2005, le Pape Benoît XVI avait déclaré que les gens les plus riches du monde devaient maintenant se préparer à accepter le fardeau de la réduction de la dette pour les pays pauvres. De nombreuses institutions humanitaires (Oxfam), syndicales (la Transport and General Workers' Union0 et religieuses (l'Église d'Angleterre, la Catholic Agency for Overseas Development, le Muslim Aid, le Jewish Council for Racial Equality) prennent part au mouvement et contribuent à son financement. De nombreuses stars se rallient officiellement à la cause : Bono du groupe U2, l'écrivain Richard Curtis, la comédienne Dawn French, l'acteur Rhys Ifans, la chanteuse de R&B Jamelia.
Le 2 juillet 2005, près de 225 000 personnes manifestent à Édimbourg, convergeant vers The Meadows (BBC News). Il s'agit de la plus grande manifestation jamais organisée en Écosse. Des événements sont organisés partout en Grande Bretagne. À Édimbourg, un concert est organisé pour promouvoir l'engagement et augmenter la pression politique. En France, Sail 8 destination Cherbourg a encouragé les protestations et les manifestations.

## Description
La campagne était liée aux priorités du gouvernement britannique, notamment à la présidence du G8 et de l'Union européenne, et à la commission de l'Afrique[source insuffisante]. Parmi les engagements demandés par le mouvement figuraient :
- Doubler l'aide financière à l'Afrique
- Doubler l'aide financière de la part de l'Union européenne
- Éponger la dette des pays en développement
- Traitement universel du VIH/SiDA
- Battre la malaria et éradiquer la polio
- L'éducation primaire universelle
- Combattre la corruption avec la transparence.

Le symbole de la campagne est un bracelet blanc portant le mot poverty (pauvreté) qui était vendu £1 pour financer la cause.Il existait aussi des bandeaux virtuels pour les sites personnels sur internet[réf. souhaitée]